# Cartas de invierno
Cartas de invierno es un libro de Agustín Fernández Paz publicado en 1995 por Edicións Xerais. En ese mismo año ganó el Premio Rañolas de literatura infantil y juvenil. En 2007 salió la 23.ª edición.

## Resumen
El escritor Xavier Louzao regresa a Santiago de Compostela después de varios meses en Quebec. Se había ido sin avisar a su amigo el pintor Adrián Novoa, y a la vuelta encuentra nueve cartas de este, con fechas entre octubre de 1993 y abril de 1994.
En ellas el pintor le informa de que compró una casa embrujada en la parroquia de Doroña (ayuntamiento de Villarmayor), y que está encantada. Va contando el proceso de adquisición y restauración, y finalmente los sucesos inexplicables que tienen lugar desde que se muda a ella.
Al principio toma los sucesos como bromas: llamadas telefónicas sin sonidos inteligibles y mensajes en el fax. Pero todo se complica con la aparición de un libro de grabados. En el aparece un grabado sin título, con una chica mirando por la ventana. Pero sorprendentemente la imagen va cambiando, y en un momento dado aparece en la pared del grabado el texto "Socorro, Adrián". Él empieza a tener miedo, y descubre que la habitación del grabado es un cuarto de la propia casa que fue tapiado. Rompe el tabique, y descubre en el suelo del cuarto un acceso a una cripta, con una puerta de hierro con la imagen del laberinto del petroglifo de Mogor. Detrás de ella hay un ser extraño, inhumano y malvado.
Cuando Xavier lee todo eso decide ir  junto a su amigo a ayudarlo, y desde la casa manda un paquete con las cartas anteriores, fotos del grabado y con una carta propia a su hermana, para que avise a la policía si no da noticias en breve.
La hermana, llamada Teresa, lee el texto antes de tiempo (así comienza la acción en el libro) y avisa a un comisario conocido, pero pocas horas antes de llegar a la casa, esta ardió, desapareciendo tanto Adrián como Xavier. El comisario se desentiende del caso, pero la hermana sigue investigando. Pese a que no encuentra la puerta de hierro que da acceso a la cripta, le prende fuego al libro de los grabados en el lugar que debería estar, y el suelo de cemento se rompe, dando a entender así que se rompe el maleficio.

## Estilo
La narración se inicia con un narrador omnisciente hablando de la hermana de Xavier, Teresa. Después va el texto de la carta del propio Xavier, y luego las cartas de Adrián. Le sigue otro texto de Xavier, la narración en primera persona de la hermana, y finalmente termina el narrador omnisciente. El texto incluye elementos de la novela de terror del estilo de Edgar Allan Poe o H.P. Lovecraft (al que hace mención explícita), como casas antiguas encantadas o seres extraños. También incluye elementos propios de la cultura gallega: además de hablar de la arquitectura románica, del castillo de Andrade y de petroglifos, habla de mitos como la Santa Compaña.